# پین پوینت (جورجیا)
پین پوینت (به انگلیسی: Pin Point) یک منطقهٔ مسکونی در ایالات متحده آمریکا است که در شهرستان چاتهام، جورجیا واقع شده‌است.